# Conchita Franqui
Conchita Franqui (La Habana, 19 de septiembre de 1969) es una cantante lírica cubana.
Ha interpretado obras de compositores cubanos, como Ernesto Lecuona, Gonzalo Roig y Harold Gramatges.

## Síntesis biográfica

### Estudios
Desde muy temprana edad comenzó sus estudios de canto.
Estudió dirección coral en la Escuela Nacional de Instructores de Arte y en el Instituto Superior de Arte (de La Habana), con Ninón Lima, Martha Gutiérrez y Lucy Provedo (graduada en 1993).
También estudió canto en el Instituto Superior de Arte (ISA) de la Universidad de las Artes en La Habana, con María Eugenia Barrios (graduada en 1995).
Se graduó en nivel medio de Dirección Coral y de Canto Coral y Canto con diploma de oro en ambas especialidades.

### Carrera
Fue directora de coros de la Sociedad Artística Gallega de Cuba (en La Habana).
Durante muchos años fue maestra de canto
en la Escuela Nacional de Circo,
en la Escuela Nacional de Instructores de Arte y
en el Instituto Superior de Arte de la Universidad de las Artes de La Habana.

### Trayectoria artística
En 1995
debutó en la Ópera Nacional de Cuba (hoy Teatro Lírico Nacional de Cuba) como cantante solista, representando un pequeño papel en Rigoletto.
Con esa compañía ha cantado las óperas:
- La médium, de Gian Carlo Menotti, como la señora Gobineau;[3]
- Carmen, de Georges Bizet, como Mercedes; junto al director francés Jean-Paul Penín;[3]
- La bohème, de Giacomo Puccini, como Mimì;
- La esclava, del cubano José Mauri Esteve (1855-1937), como Matilde;
- Madama Butterfly, de Giacomo Puccini como Cio-Cio San;
- La flauta mágica, de Wolfgang Amadeus Mozart, como la Dama de la Reina de la Noche;

y las zarzuelas:
- La del soto del parral, de Anselmo C. Carreño y Luis Fernández de Sevilla (libreto) y de Reveriano Soutullo y Juan Vert (música), como Aurora;[3]
- Luisa Fernanda, de Federico Moreno Torroba, como Luisa Fernanda, la protagonista (estreno en Cuba);
- Los gavilanes, de Jacinto Guerrero, como Adriana;
- La verbena de la Paloma, de Ricardo de la Vega (libreto) y Tomás Bretón (música), como Señá Rita;
- Doña Francisquita de Amadeo Vives (música) y Federico Romero Sarachaga (libreto); estreno en Cuba.

Paralelamente ha desarrollado una intensa actividad como concertista, con asidua participación en los Festivales de Música Contemporánea de La Habana.
Ha interpretado obras de jazz de George Gershwin.
En 2006 grabó ―con la pianista cubana Marita Rodríguez― un álbum de todas las obras para voz y piano del compositor clásico cubano Harold Gramatges.
En los últimos años ha trabajado con las sopranos
Milagros de los Ángeles,
Alioska Jiménez y
Laura Ulloa,
En 2016 participará en festivales organizados por el compositor y guitarrista Leo Brouwer (n. 1939).

### Giras internacionales
En varias oportunidades ha sido invitada a cantar fuera de Cuba:
- 1996: Rusia
- 1997: Estados Unidos
- 1998: Corea del Norte (Festival Primavera de Pionyang, donde obtuvo el primer premio).
- 1998: Estados Unidos
- 1999: España
- 2000: España

## Premios
- 1989: 1.º premio del Festival Musicalía
- 1993: 2.º premio del III Festival Rita Montaner[2]
- 1993: premio especial a la mejor intérprete de la Canción Cubana de Concierto, Festival Rita Montaner[2]
- 1994: premio Raquel Domínguez, Jubileo de Arte Lírico[2]
- 1994: premio Gustavo Sánchez Galarraga, Jubileo de Arte Lírico
- 1998: 1.º premio en el Festival Primavera de Abril, en Pyong Yang (Corea del Norte).
- 1998: inclusión en el Libro de Oro del Gran Teatro de La Habana.[3]

## Vida privada
Vive en el distrito de Vedado de la ciudad de La Habana (Cuba).